# Lilian Weiß
Lilian Weiß (auch Weiss; * 19. Juni 1905 als Liesbeth Emilie Charlotte Weiß in Charlottenburg; † 14. Juni 1942 in Berlin) war eine deutsche Stummfilmschauspielerin.

## Leben und Wirken
Lilian Weiß und ihre Zwillingsschwester Lucie waren Töchter des Gastwirts Paul Weiß und seiner Frau Anna, geb. Lehnhardt. Nach ihrer Schulausbildung an einem Lyzeum stieß Lilian Weiß 1924 zum Stummfilm, indem sie eine kleine Rolle in Willy Zeyns Dokumentarspiel Aus eigener Kraft übernahm. Daraufhin folgte eine moderate Karriere beim deutschen Film der ausgehenden 1920er-Jahre, in der die blonde Künstlerin meist mit Episodenauftritten betraut wurde. Lediglich in B-Ware wie Wolfgang Neffs Liebesschnulze Ännchen von Tharau und Henry Decroixs Gangsterfilm Erpresser durfte sie gelegentlich Hauptrollen spielen. Nebenbei stand Lilian Weiß auch Modell für Society- und Modejournale. Mit dem Anbruch des Tonfilmzeitalters war ihre kurze Filmlaufbahn beendet.
1933 heiratete Lilian Weiß den Trabrennfahrer Paul de Finn, der allerdings kaum vier Wochen nach der Eheschließung Suizid beging. Die nunmehr verwitwete Ex-Schauspielerin reaktivierte ihre Branchenkontakte und wurde Mitglied in der Reichsfilmkammer. Der geplante Wiedereinstieg ins Filmgeschäft misslang jedoch. 1941 wurde schließlich mangels kammerpflichtiger Tätigkeit die Streichung ihrer Mitgliedschaft veranlasst.
Lilian Weiß, die seit 1938 in zweiter Ehe mit dem Arzt Franz Keller verheiratet war, erhängte sich am Abend des 14. Juni 1942 in ihrer Wohnung in Berlin-Schöneberg.

## Filmografie
- 1924: Aus eigener Kraft (Dokumentarfilm)
- 1925: Weil Du es bist
- 1925: Im Krug zum grünen Kranze
- 1927: Klettermaxe
- 1927: Fürst oder Clown
- 1927: Ännchen von Tharau
- 1927: Der Anwalt des Herzens
- 1927: Das gefährliche Alter
- 1927: Charlott etwas verrückt
- 1929: Erpresser
- 1929: Napoleon auf St. Helena